# زواج بدون رصيد (مسلسل)
زواج بدون رصيد. مسلسل كويتي، من إخراج عبد الأمير مطر. شارك في المسلسل عددًا من الفنانين، منهم: غانم الصالح، حياة الفهد، أسمهان توفيق، أحمد مساعد، عبد الإمام عبد الله، ميعاد عواد، جاسم الصالح، وغيرهم.

## وصلات خارجية
- زواج بدون رصيد (مسلسل) في قاعدة بيانات الأفلام العربية